# Пјер Ришар
Пјер Ришар Морис Шарл Леополд Дефе (енгл. Pierre-Richard Maurice Charles Léopold Defays; Валансјен, 16. августа 1934) француски је глумац.